# Lew Durow
Lew Konstantinowicz Durow, ros. Лев Константинович Дуров (ur. 23 grudnia 1931 w Moskwie, zm. 20 sierpnia 2015) – radziecki i rosyjski aktor teatralny i filmowy od 1955 roku, Ludowy Artysta ZSRR.

## Wybrana filmografia

### Role filmowe
- 1962: Dziewięć dni jednego roku jako oficer KGB
- 1963: Chodząc po Moskwie
- 1964: Muchtar na tropie jako recydywista „Ryba”
- 1971: Wszyscy ludzie króla jako Sugar Boy
- 1971: Na rabunek jako kierowca
- 1971: Bumbarasz jako Miler
- 1973: W drodze na Kasjopeję jako Fiłatow
- 1973: Siedemnaście mgnień wiosny jako Klaus, agent SD
- 1973: Kalina czerwona jako Sergej Michajłowicz, kelner
- 1977: Cudowny kwiat jako kupiec
- 1978: D’Artagnan i trzej muszkieterowie jako De Treville
- 1987: Człowiek z bulwaru Kapucynów jako producent trumien
- 1989: Sioło Stiepanczykowo i jego mieszkańcy jako Foma Opiskin
- 1993: Szare wilki jako Mikojan
- 2003: Moskwa. Centralnyj okrug

### Role głosowe
- 1978: Słoneczny zajączek
- 1978: Troje z Prostokwaszyna jako pies Szarik
- 1980: Wakacje w Prostokwaszynie jako pies Szarik
- 1982: Czyste źródło
- 1984: Zima w Prostokwaszynie jako pies Szarik